# کیمی گرینجر
کیمی گرنجر (انگلیسی: Kimmy Granger؛ زادهٔ ۱۸ مهٔ ۱۹۹۵ در سن دیگو) بازیگر پورنوگرافی اهل ایالات متحده آمریکا است.

## زندگی‌نامه
گرنجر در ماه مهٔ سال ۱۹۹۵ در شهر سن دیگو، ایالت کالیفرنیا متولد شد. هنگامی که نوجوان بود، والدینش از هم طلاق گرفتند. مادرش در جوانی در رقصندهٔ استریپ و مدل اروتیک در مجلات بزرگسالان بود.
در سن ۱۸ سالگی، او به عنوان پیشخدمت در یک رستوران شروع به کار کرد و سپس به عنوان نوشیار ادامه داد. به واسطهٔ یکی از دوست‌هایش بود که او به صنعت پورنوگرافی علاقه‌مند شد و به عنوان استریپر در چندین کلاب در کالیفرنیای جنوبی شروع به کار کرد.
در سال ۲۰۱۵، او با ۲۰ سال سن، تصمیم گرفت برای اولین بار مقابل دوربین پورن قرار بگیرد. او به عنوان یک بازیگر زن در استودیوهایی مانند Vixen، Evil Angel و Penthouse کار کرده‌است.
وی قسمت دوم نام هنری خودش را از روی شخصیت هرمیون گرنجر در رمان هری پاتر گرفته‌است.
در سال ۲۰۱۷ او در بخش بهترین بازیگر نقش اول زن در جوایز AVN و XBIZ نامزد شد. او همچنین نامزد AVN را در رده بهترین صحنه سکس پسران و دختران برای بازی در فیلم Break Me Me J-Mac دریافت کرد.
تا امروز وی بیش از ۳۰۰ فیلم را به عنوان بازیگر ضبط کرده‌است.